# 니제르콩고어족
니제르-콩고어족(영어: Niger-Congo languages)은 사하라 이남 아프리카에서 쓰이는 대부분의 언어를 포함하는 가설적인 어족이다. 쓰이는 지역의 광범위함과 화자의 수라는 측면에서 볼 때 아프리카에서 가장 큰 어족이며, 여기에 속한 언어의 수는 추산 방법에 따라 이견이 많으나 에스놀로그에서 1,540개로 집계하는 등 세계에서 가장 많은 언어가 속한 어족이라고 할 수 있다.
핵심부를 이루는 대서양콩고어족의 성립은 널리 합의되어 있으나, 이외에 서아프리카의 여러 독자적 언어들(도곤어군, 만데어군 등)까지 포함한 "니제르-콩고어족"이 성립하는지에 관해서는 여전히 논란이 있다. 또한 대서양콩고어족 내에서도 세부적인 하위 분류나 추가적인 계통 관계 등 합의가 이루어지지 않은 점이 많다.

## 분류
아래는 니제르콩고어족에 통상적으로 포함되는 언어 분류군들의 개관이다. 일부 분기군의 계통적 연관성은 보편적으로 받아들여지지는 않고, 인정받는 분류군 간의 계통관계도 불명확할 수 있다.
니제르콩고어족의 핵심 어파는 대서양콩고어파이다. 니제르콩고어족 안의 비(非)대서양콩고어파 언어들에는 도곤어파, 만데어파, 이조어파(간혹 데파카어 포함), 카틀라어파, 라샤드어파가 있다.

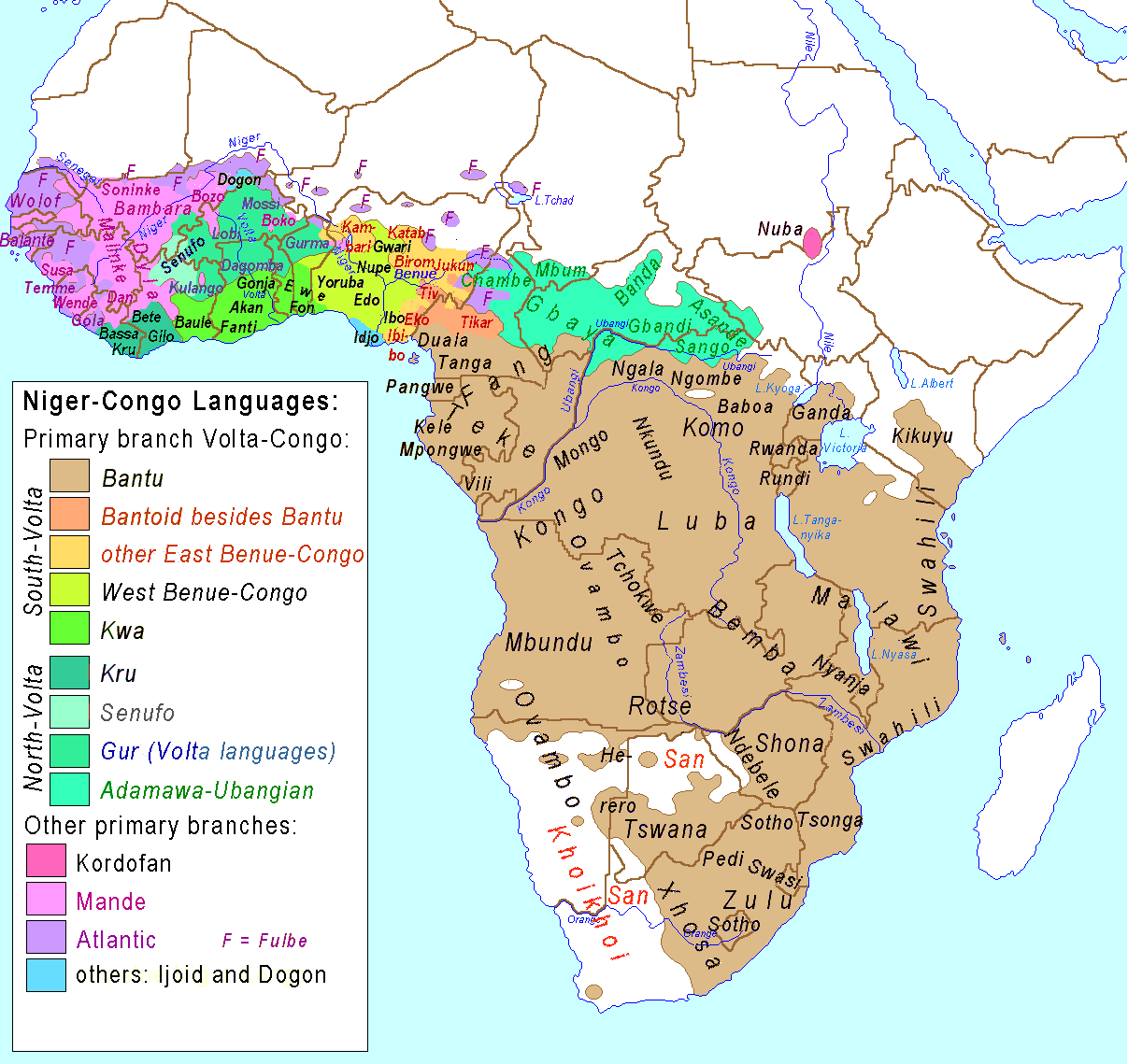
니제르콩고어족의 개략적 분포 및 분류 지도
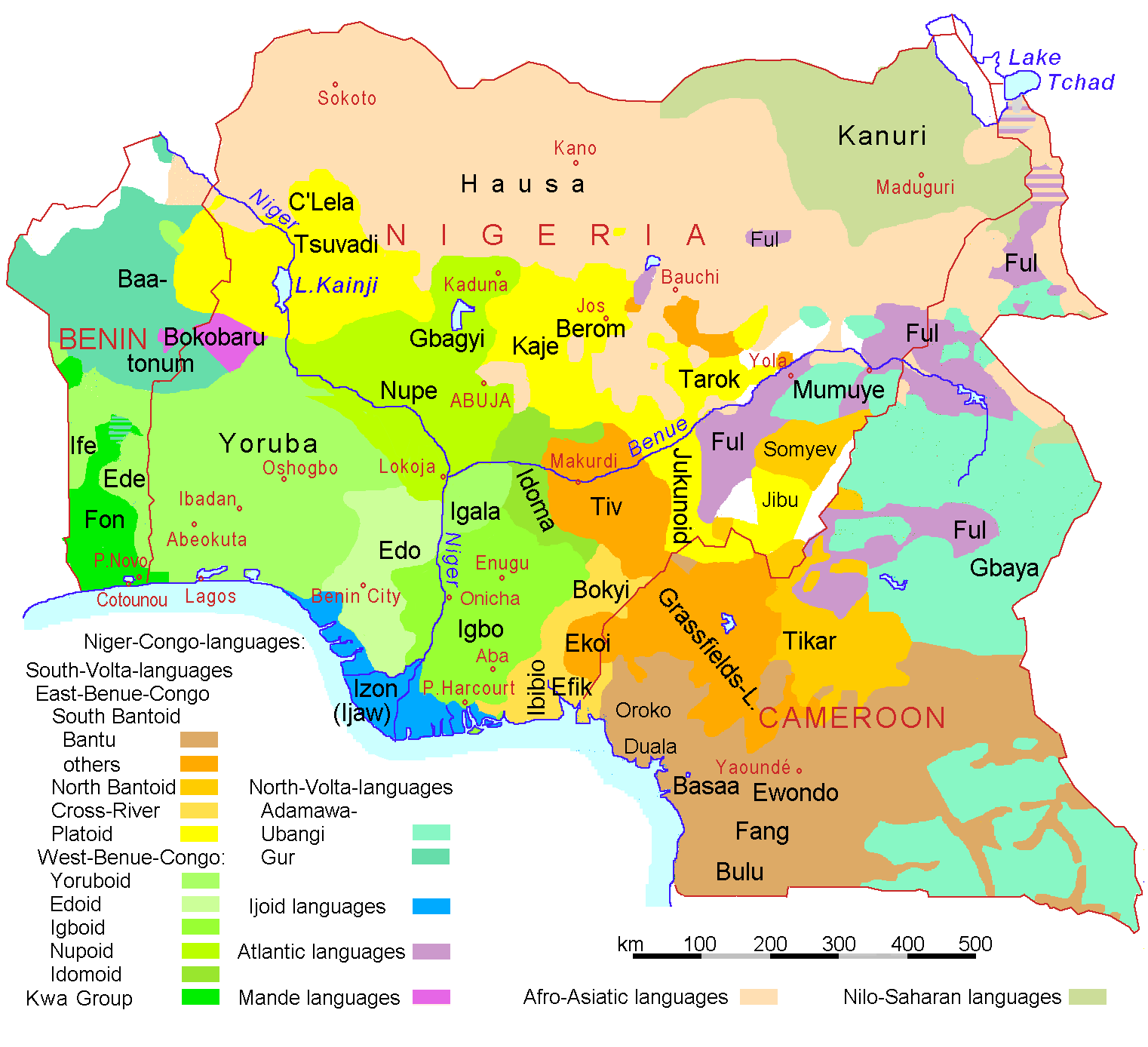
나이지리아, 베냉, 카메룬의 언어 지도
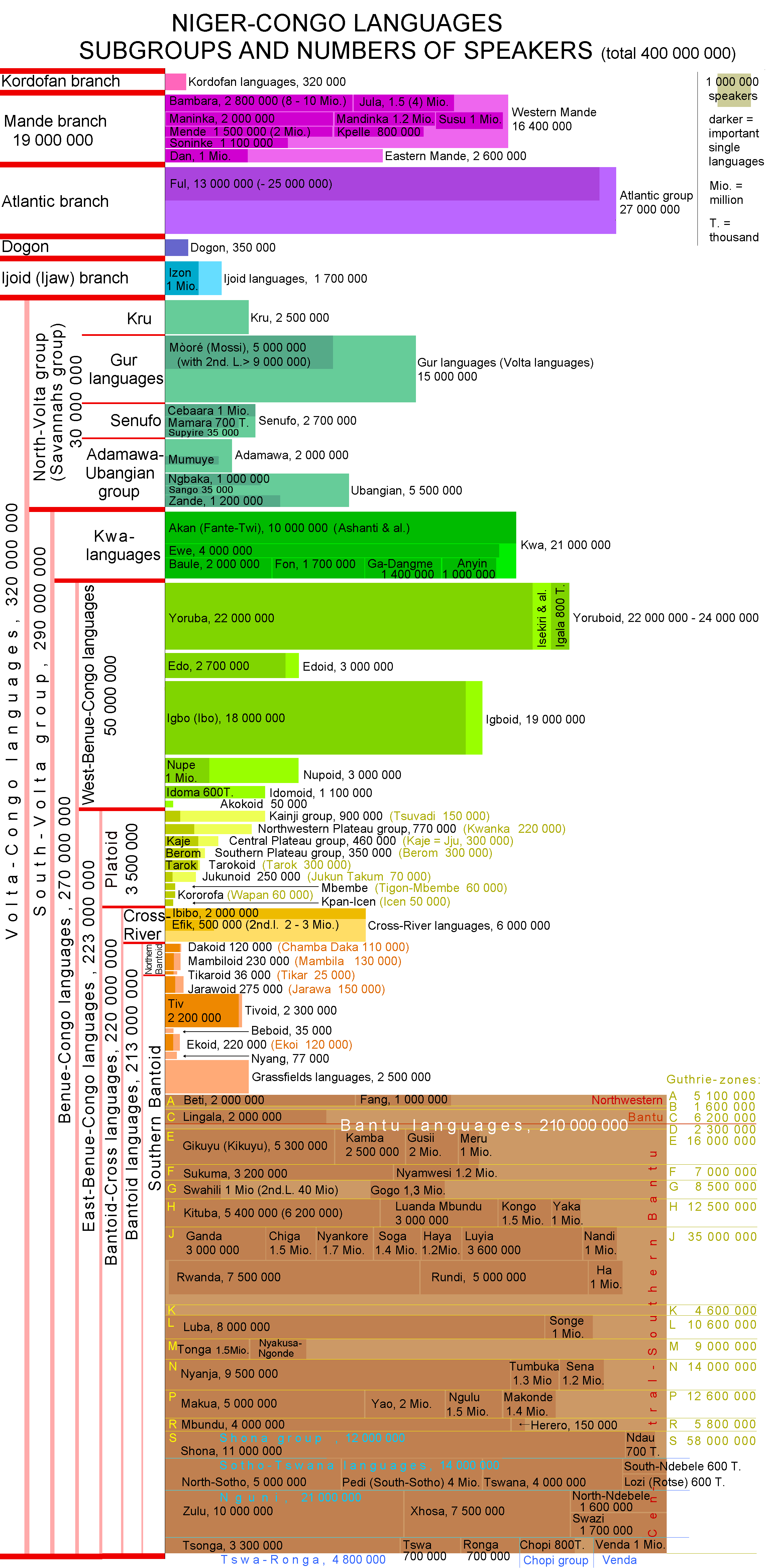
지도와 동일한 색으로 표시한 언어별 화자 인구 추산 표 (2007년 기준 총 4억 명으로 추산)

### 대서양콩고어파
대서양콩고어파는 단일 분기군이 아닌 대서양 제어에 볼타콩고어군을 합한 어파이다. 2005년 기준 니제르콩고어족 화자 인구에서 80% 이상인 약 6억 명을 차지한다. 대서양콩고어파는 명사 부류 체계가 특징적이다.
사바나어군은 아다마와어군, 우방기어군, 구르어군을 하나의 분류군으로 합치는 가설이다. 볼타콩고어군에는 사바나어군과 더불어 크루어군, 콰어군("서콰어군"), 볼타니제르어군("동콰어군" 또는 "서베누에콩고어군"), 베누에콩고어군("동베누에콩고어군")이 속한다. 볼타니제르어군은 나이지리아의 언어 중에서 가장 널리 사용되는 요루바어와 이그보어를 포함한다. 베누에콩고어군에는 남반토이드어군이 포함되며, 이 어군에는 다시 반투어군이 속하는데, 반투어군 언어들은 2015년 기준 니제르콩고어족 총 화자 수의 절반에 달하는 3억 5천만 명이 사용한다.
이러한 하위 분류군들이 각각 엄밀한 계통적 단일성이 있는지는 논란의 대상이다. 예를 들어 로저 블렌치는 2012년 아다마와어군, 우방기어군, 콰어군, 반토이드어군 및 반투어군이 단일한 분기군이 아니라고 주장했다.
대서양 제어
다계통군인 대서양 제어는 2016년 기준 3500만 명의 화자가 있으며, 그 중 대부분은 풀라어와 월로프어를 사용한다. 대서양 제어는 유효한 분기군이 아니므로 '제어'라는 표현을 사용한다.
- 세네감비아어군: 세네갈의 월로프어, 사헬 지대에 걸친 풀라어 등
- 멜어군
- 림바어
- 골라어
- 수아어

볼타콩고어군
- 북볼타어군
  - 크루어군: 서아프리카의 크루인이 사용, 베테어, 냐봐어, 디다어 등
  - 아다마와우방기어군:
    - 아다마와어군: 아다마와고원에 산재한 100여 개의 언어 및 방언, 1996년 기준 총 160만 명이 사용하는 것으로 추정되며, 그 중 1/4 정도는 무무예어 화자
    - 우방기어군: 중앙아프리카공화국에서 쓰이는 소규모 언어들

  - 구르어군(아다마와우방기어군과 함께 사바나어군을 이룸): 서아프리카의 사헬 및 사바나 지대에서 2010년 기준 약 2천만 명이 사용하는 70여개 언어, 그 중 8백만 명 정도가 모시어 화자
  - 세누포어군(전통적으로는 구르어군에 포함): 코트디부아르와 말리, 가나 일부 지역의 세누포인(2010년 기준 약 3백만 명)이 사용하는 언어들, 세나리어, 수피레어 등
- 남볼타어군
  - 콰어군("서콰어군"): 계통적 단일성이 분명하지 않은 연결체[2], 가나 남부와 토고 중부에서 약 4천만 명이 사용, 그 중 2200만 명 정도가 가나의 아칸어 화자
  - 볼타니제르어군("서베누에콩고어군" 또는 "동콰어군"): 1억 1~2천만 명이 사용하는 서아프리카 언어들의 거대 연결체
    - 그베어군: 가나, 토고, 베냉, 나이지리아에 분포, 가장 잘 알려진 언어는 2017년 기준 7백만 명이 사용하는 에웨어
    - "YEAI": 나이지리아를 중심으로 분포하는 화자 수 1억 명 정도의 대규모 어군
      - 요루바어군: 화자 수 5천만 명, 그 중 4천만 명이 요루바어 화자
      - 에도어군: 화자 수 5백만 명의 에도어 포함
      - 아코코어
      - 이그보어군: 화자 수 2400만 명의 이그보어 포함

    - "NOI":
      - 누페어군: 화자 수 약 3백만 명 추산
      - 오코어: 코기주에서 사용되는 소규모 방언 연속체
      - 이도마어군: 나이지리아 중부의 어군, 화자 수 1~2백만 명의 이도마어 포함

    - 아베레아한어군 (사멸 또는 사멸 직전)

  - 베누에콩고 연결체[2]("동베누에콩고어군")
    - 반토이드크로스어군:
      - 크로스강어군
      - "반토이드어군":
        - 다카어군?
        - 팜어?
        - 티카르어?
        - 맘빌라어군
        - 벤디어군
        - 남반토이드어군 또는 "광의의 반투어군": 기원전 1000~500년의 반투 확장 시기 사하라 이남 아프리카로 널리 퍼져나간 반투어군 포함
          - 티브베베어군: 카메룬 남서부와 나이지리아 남동부의 여러 어군들: 티브어군, 에심비어, 동베베어군, 서베베어군?, 모모어군?, 푸루어군?, 부루어?, 멘춤어?
          - 에코이음베어군
          - 맘페어군
          - 초원어군
          - 자라와음밤어군
          - (협의의) 반투어군: 거스리 A-S 지역으로 구분, 총 250~550개 언어

    - 중앙나이지리아어군(플래토이드어군): 주쿠노이드어군, 카인지어군, 고원어군
    - 베누에콩고 내 기타 미분류 언어: 우칸어, 바이사의 팔리어, 티타어

### 기타
대서양콩고어파의 범위 바깥, 니제르콩고어족으로 추정되는 언어들은 팀북투의 남쪽과 서쪽인 세네갈강 상류 및 니제르강 유역(만데어파. 도곤어파), 라이베리아(크루어군), 나이저강 삼각주(이조어파), 동쪽 끝의 수단 중남부 누바산맥 주변(코르도판 제어) 등의 지역에 집중되어 있다. 이 언어들은 2015년 기준 총 1억 명이 사용하고, 그 중 대부분은 만데인과 이조인이다.
- 만데어파: 2016년 기준 대략 7천만 명으로 추산되는 만데인의 언어들
- 도곤어파: 2013년 기준 160만 명으로 추산되는 말리의 도곤인의 언어들, 대서양콩고어파와 관련 있는 명사 부류 체계가 존재할 수 있음
- 방기메어: 도곤인 거주 지역에서 사용
- 크루어군: 라이베리아와 코트디부아르에서 사용
- 시아모우어: 한때는 크루어군으로 분류
- 이조어파: 2011년 기준 1400만 명의 이조인이 사용하는 이조어군과 사멸 직전의 데파카어

수단 중남부 누바산맥 근처에는 다양한 코르도판 제어가 분포한다. "코르도판"은 계통과 관계없이 코르도판 지역에서 이름을 따온 지리적인 분류이므로 '제어'라고 표현한다. 코르도판 제어는 소수언어로 총 10만 명 정도가 사용한다고 추정된다.
- 탈로디어군
- 헤이반어군
- 라포파어
- 라샤드어파
- 카틀라어파

사멸 위기에 처했거나 사멸한 랄어, 음프레어, 잘라어는 종종 니제르콩고어족으로 분류된다.